# قبس رقيق الأوراق
قبس رقيق الأوراق (الاسم العلمي:Phlox tenuifolia) هو نوع من النباتات يتبع جنس القبس من الفصيلة البولامونيونية.